# Microsoft Development Center Serbia
Microsoftov razvojni centar u Srbiji (engl. Microsoft Development Center Serbia) ili MDCS je jedan od nekoliko Microsoftovih razvojnih centara u svijetu. Osnovan je 2005. godine i tada je bio peti Microsoftov centar ovog tipa. Sjedište mu je u Beogradu, a kolovoza 2013. godine je zapošljavao 130 ljudi.
Razvojni centar ima nekoliko timova koji rade na različitim Microsoftovim tehnologijama kao što su Microsoft SQL Server, Microsoft Office i Bing pretraživač.

## Vanjske poveznice
- Microsoft Development Center Serbia - About MDCS